# Iris Riedel-Kühn
Iris Riedel-Kühn (* 16. März 1954 in São Paulo, Brasilien als Iris Riedel) ist eine ehemalige deutsche Tennisspielerin.

## Karriere
Von 1976 bis 1981 spielte sie für die deutsche Federation-Cup-Mannschaft insgesamt zehn Spiele. Sie hatte eine positive Bilanz von 5:3 im Einzel, im Doppel gewann sie eines ihrer zwei Spiele.
Zweimal wurde sie Deutsche Meisterin im Tennis (1980, 1981).

## Privates
Am 22. Februar 1980 heiratete sie Klaus Kühn.

## Abschneiden bei Grand-Slam-Turnieren

### Einzel
| Turnier         | 1975 | 1976 | 1977 | 1978 | 1979 | 1980 | 1981 | 1982 | Karriere |
| --------------- | ---- | ---- | ---- | ---- | ---- | ---- | ---- | ---- | -------- |
| Australian Open | —    | —    | —    | —    | —    | —    | —    | —    | —        |
| French Open     | 1    | 1    | 2    | 1    | —    | 2    | 2    | 2    | 2        |
| Wimbledon       | 2    | 2    | 2    | 2    | 2    | —    | 1    | —    | 2        |
| US Open         | —    | 2    | 2    | —    | 1    | —    | —    | —    | 2        |

Zeichenerklärung: S = Turniersieg; F, HF, VF, AF = Einzug ins Finale / Halbfinale / Viertelfinale / Achtelfinale; 1, 2, 3 = Ausscheiden in der 1. / 2. / 3. Hauptrunde; Q1, Q2, Q3 = Ausscheiden in der 1. / 2. / 3. Runde der Qualifikation; n. a. = nicht ausgetragen

### Doppel
| Turnier         | 1975 | 1976 | 1977 | 1978 | 1979 | 1980 | Karriere |
| --------------- | ---- | ---- | ---- | ---- | ---- | ---- | -------- |
| Australian Open | —    | —    | —    | —    | —    | —    | —        |
| French Open     | —    | —    | AF   | 1    | —    | AF   | AF       |
| Wimbledon       | 1    | 2    | 1    | 1    | —    | —    | 2        |
| US Open         | —    | —    | —    | —    | —    | —    | —        |